# Теравада
Теравада (пāли: थेरवाद тхеравāда, санскрит: स्थविरवाद стхавиравāда - старо учење, стара школа) јесте најстарија до данас сачувана школа будизма. Теравада будисти заснивају своја веровања и праксе на Пали канону, који излаже основне особине будистичког монастицизма. Будизам у југоисточној Азији је углавном теравада традиције.
Теравада је настала у Индији. Током многих векова је доминантна религија на Шри Ланки (око 70% популације) и добром делу континенталне југоисточне Азије (Камбоџа, Лаос, Бурма, Тајланд). Тераваду такође практикују мање етничке заједнице у неким деловима југоисточне Кине (Шан и Таи етничке групе), будизам у Вијетнаму (Кхмер Кром), Бангладешу (етничке групе Баруа, Чакма и Магх народ), Малезији и Индонезији, док у новије време он стиче све већу популарност у Сингапуру и на Западу. Данас теравада будиста има укупно око 100 милиона, а у последњим деценијама 20. века теравада је почела да пушта корен како на Западу, као и у својој постојбини, у Индији.
Традиционално се сматра најближом Будином изворном учењу, иако данас наука сматра да то није тачно.

## Историја

### Настанак школе
Теравада школа се надовезује на групу Будиних следбеника чије је учење било познато као вибхађђавāда (или 'аналитичко учење'), а она сама је била наставак једне још старије групе назване стхавиравāда (или (на санскриту) 'учење старих'), која је егзистирала у време трећег будистичког сабора око 250. године пре наше ере, у време владавине цара Ашоке у Индији. Вибхађђавадини су себе видели као наставак ортодоксних стхавира и после Трећег сабора наставили су да свју школу називају стхавира/тхера ("стари"), а њихово учење је вероватно било слично старијим стхавирама, али не и потпуно идентично. После Трећег сабора географска разуђеност будистичких заједница довела је до тога да се вибхађђавāдини постепено раслоје у четири групе: хмахисāсака, кашјапија, дхармагуптака и тāмрапарнија. Теравада је наставак гране тāмрапарнија, што значи 'шриланканска традиција'. Неки извори тврде да је једино теравада заправо еволуирала директно из линије вибхађђавāдина.
Према будологу A. K. Вардеру, теравадини су се “брзо проширили на југ из Авантија на Махараштру и Андхра Прадеш, све доле до територије под династијом Чола (Канчи), као и на Шри Ланку. Извесно време су успели да се одрже у Авантију, као и на својим новим територијама, али су се онда постепено груписали на југу, око Велике вихаре (Махавихара) у Анурадхапури, престоници Шри Ланке, где се формирао главни центар њихове традиције. Секундарни центар постао је Канчи, док су северније територије очигледно били препустили осталим школама." Данас располажемо са врло мало информацијао каснијој историји теравада будизма у Индији, тако да нам није познато када је он сасвим ишчезао у земљи у којој је и настао.
Назив тамрапарнија дат је шриланканској линији у Индији, али нема било какве индикације да ово означава и некакву промену у учењу или текстовима вибхађђавадина, пошто назив указује само на географску локацију. Теравадски извештаји о сопственим коренима помињу да је школа прихватила учење које је усвојено на Трећем будистичком сабору, а оно се тада звало вибхађђавада. У 7. веку, кинески ходочасници Хсиан Тсанг и И Тсинг помињу будистичку школу на Шри Ланки као ‘стхавира’. У старој Индији оне школе које су користиле санскрит као свој религијски језик називале су ову школу „стхавире“, а они који су користили пали као свој религијски језик називали су је „тхера“. И „стхавире“ (санскрит) и „тхере“ (пали) дословно значе „стари“. Сама школа је себе називала „теравада“ у писаним документима почев од негде 4. века, рецимо у спису Дипавамса.
Теравада школа је у време када се проширила на Шри Ланку, такође стигла до Бурме, тако да се створила једна врста синергије. Крајем 10. века, на пример, рат на Шри Ланки уништио је традицију заређивања теравада монаха, па је једна група монаха из Бурме дошла да је поново успостави. Бурманска и шриланканска теравада су јачале једна другу, тако да су у време када је будизам ишчезао из Индије у 11. веку већ биле снажно укорењене у овим земљама. Постепено се теравадски облик будизма проширио на Тајланд, Лаос и Камбоџу.
Иако се о теравада традицији увек ширио глас да је једна од конзервативнијих школа, слично другим никаја будистичким школама у Индији и она је укључивала и следбенике махајане ("махајана-теравада“ или „махајана-стхавиравада"), ако је веровати извештајима кинеских ходочасника као што су Чуанг-тсанг. Краљевске лозе Шри Ланке и југоисточне Азије су биле тесно повезане са будизмом. Државна власт у тим земљама постарала се да се ортодоксија сачува и да теравада остане традиционалистичка. Ово је разлика у односу на однос будизма и власти кроз већи део историје будизма у Индији.

### Историја традиције
Према синхала традицији, будизам је на Шри Ланку донео у 3. веку п. н. е. Махинда, за којег се верује да је син цара из династије Маурја по имену Ашока, и то као део мисионарских активности карактеристичних за епоху Ашоке. На Шри Ланки Махинда је у месту Анурадхапура основао Махавихара манастир. Касније је тај центар подељен на три подгрупе, познате по називу својих монашких центара као Махавихара, Абхајагири вихара и Ђетавана вихара. Године 1164, уз помоћ два монаха из шумске традиције Махавихаре, шриланкански краљ је ујединио све монахе своје земље у ортодоксну махавихара школу.
Неколико година после доласка стхавира Махинде, на Шри Ланку је стигла и Сангхамитта, за коју се верује да је кћер Ашокина. Она је основала прву заједницу монахиња на Шри Ланки, али се тај ред угасио на Шри Ланки у 11, а у Бурми у 13. веку. Године 429, на захтев кинеског цара, монахиње из Анурадхапуре послате су у Кину како би тамо основале ред монахиња. Тај ред се затим проширио и на Кореју. Године 1996, 11 одабраних шриланканских искушеница добило је пуно заређење и постале су бхиккхуни под вођством теравада монаха, потпомогнутих монахињама из Кореје, пошто замонашивање жена има две фазе, које обављају потпуно заређени и монаси и монахиње. Међу теравада специјалистима за монашка правила не постоји пуна сагласност да ли је овакво замонашивање са монахињама које припадају махајана будизму потпуно легитимно. У последњих неколико година старешина сијамске никаје у Самбули на Шри Ланки организовао је церемоније заређења за стотине монахиња. За ово је добио и критике неких од водећих личности сијамске и Амарапура никаје, а врховни савет бурманског будизма одлучио је да пошто је линија једном прекинута, не може постојати ваљано замонашење за монахиње, иако се неки бурмански монаси не слажу са оваквим ставом.
Према Махавамси, старој хроници Шри Ланке, после завршетка Трећег будистичког сабора, изасланици су такође послати у Суваннабхуми и то два монаха, Сона и Уттара. Научници се разилазе у томе где је заправо та земља Суваннабхуми, али претпоставља се да је то део који покрива данашња јужна Бурма, Тајланд, Малајско полуострво и острво Суматра.
Етничке групе Мон и Пју биле су међу првим становницима Бурме. Недавна ископавања једне Пју насобине у долини Самон (око 100 km југоисточно од Багана) показала су да су они има трговачке везе са Идијом почев од 5-4. века п. н. е. и са Кином почев од 2. века п. н. е.
Кинески извори који су датирани око 240. године помињу будистичко краљевство по имену Лин-Јанг, које неки научници повезују са Пју краљевством Беиктано 300 km северно до Рангуна. Бурманци су лагано постајали теравадини како су долазили у контакт са Пју и Мон цивилизацијом. Исто се догађало и са Тајланђанима, јер су и они имали контакте са народом мон.
Упркос успеху у југоисточној Азији, теравада будизам у Кини је углавном био ограничен на области које су се граничиле са већ теравада земљама.

### Савремени развој
Овде набројани савремени трендови или покрети се могу идентификовати унутар корпуса тераваде.
- модернизам: покушаји да се адаптира савременом свету и прилагоди његовим идејама. Између осталих ствари ово укључује: еколошки покрет, синкретизам са другим будистички традицијама, универзализам.
- реформизам: покушаји да се обнови претпостављано раније, идеално стање будизма; укључује нарочито прихватање теорија западних научника о изворном будизму (у новије време „западна научна интерпретација будизма“ постаје службена верзија учења каква се прихвата на Шри Ланки и Тајланду).[22])
- ултиматизам: Тенденција концентрисања на захтевније делове учења као што су Четири племените истине на рачун оних елементарнијих.
- неотрадиционализам, који између осталог у себе укључује:
  - обнову ритуализма
  - поновну митологизацију
- медитација увида
- друштвена акција
- девоционална религиозност
- реакција на будстички национализам
- обнова линије шумске монашке традиције
- обнова саматха медитације
- обнова линије теравада монахиња (bhikkhuni)

Успон интересовања за будизам је такође донео супротстављање оним променама у будизму које су, нарочито у односу на монаштво на Шри Ланки и колонијама југоисточне Азије, наметали западни колонизатори и хришћански мисионари, ограничавајући активности монаха на индивидуално прочишћење и ритуале по храмовима. Пре доласка Британаца, монаси на Шри Ланки и у Бурми старали су се за образовање деце и створили су велик број дела у ту сврху. После британског освајања, будистичким манастирима је наметнуто строго правило да своје ресурсе користе искључиво за религијске активности. Хришћански свештеници су преузели образовни систем и примали су плату од државе за свој мисионарски рад.
Страна, нарочито британска власт знатно је ослабила Сангху. Према Валпола Рахули, хришћански мисионари су присвојили образовне, социјалне и добротворне активности монаха и довели до трајне промене гледишта на праву позицију монаха у друштву, тиме што су институционално утицали на друштвену елиту. Многи монаси у постколонијалном периоду посветили су свој живот напору да се ствари врате на прави колосек. И на Шри Ланки и у Бурми јавили су се покрети са циљем да се обнови прави положај будизма унутар друштва.

## Преглед филозофских идеја
Теравада промовише концепт вибхађђаваде (пали), дословно, „подучавање анализи“. Ово учење каже да увид мора доћи из нашег искуства, критичког истраживања и закључивања, уместо на основу слепе вере; међутим, списи тераваде такође наглашавају значај добијања савета од мудријих и такав савет, заједно са анализирањем сопственог искуства сматра за два најбоља теста за процењивање напретка у пракси.
У теравади, узрок човекове егзистенције и патња (дуккха) поистовећују се са жудњом (танха), која са собом доноси менталне нечистоће (килеса). Те нечистоће које човека везују за круг препорађања класификују се у схему од десет „окова“, док оне нечистоће које ометају концентрацију (самадхи) јесу представљене као петочлана схема названа „пет препрека“. По снази се ове нечистоће деле на грубе, средње и суптилне. Оне се манифестују као нека појава која се често јави, траје одређено време и потом нестане. Теравадини верују да те нечистоће нису штетне само за нас, већ исто тако и за друге. Оне су покретачка сила која стоји иза свих могућих злочина које људско биће може да учини.
Теравадини такође сматрају да су те менталне нечистоће заправо навике рођене из незнања (авиђђа), које угрожава умове свих непробуђених бића. Верује се да су таква непробуђена бића под утицајем нечистоћа и за њих приањају јер још увек не увиђају праву истину. Али у стварности те нечистоће нису ништа друго до један трн који непрекидно изазива бол. Тако се на пример непробуђени човек везује за тело, сматрајући га сопственим „ја“, док је у стварности тело тек пролазни феномен сачињен од четири основна елемента. Иако се често говори о земљи, води, ватри и ваздуху, у раним будистичким текстовима они се дефинишу као апстракције које представљају чулне квалитете чврстине, флуидности, топлоте и мобилности. Менталне нечистоће често стимулишу ум и њиме манипулишу, што га пречава да увиди праву истину о стварности. Погрешни поступци, са друге стране, могу ојачати нечистоће, док их практиковање Племенитог осмоструког пута може ослабити и искоренити.
Такође се сматра да непробуђена бића доживљавају овај свет кроз својих шест непрочишћених чула (око, ухо, нос, језик, телесни додир и ум), те потом ум замагљен нечистоћама користе да би створила сопствену интерпретацију добијених информација. У таквој ситуацији, опажај стварности и наши закључци о њој биће засновани пре на привиду него на реалним чињеницама. У стању ђхане (дубоке концентрације), слаби функција пет физичких чула, менталне нечистоће бивају стишане, а јачају позитивне менталне карактеристике. У таквом стању је могуће ум употребити за истраживање и стицање увида у праву природу стварности.
Нечистоће могу бити у три различите фазе. У фази пасивности, нечистоће леже успаване у основи менталног континуума као латентне тенденције (анусаја), али захваљујући чулном подражају оне се манифестују (паријуттхана) на површини свести у облику штетних мисли, емоција и намера. Уколико задобију додатну снагу, те нечистоће ће достићи опасан ниво трансгресије, прага (витиккама), иза чега онда следе физички или вербални поступци.
Сматра се да је једини пут ка ослобађању од патње и стреса трајно уклањање ових нечистоћа из ума. У почетку, оне се обуздавају свесношћу, како не би овладале умом и телесним поступцима. А искорењују се унутрашњим истраживањем, анализом, посматрањем и разумевањем истинске природе тих нечистоћа, уз помоћ ђхана или медитатвних задубљења.
Овај процес треба понављати за сваку од нечистоћа понаособ и таква пракса ће онда медитанта водити до разумевања четири племените истине и достизања пробуђења и ниббане (санскрит: निर्वाण nirvāṇa), (пали: निब्बान nibbāna). Ниббана је крајњи циљ за сваког теравадина. За њу се каже да је савршено блаженство изласка из непрекидног циклуса рођења, болести и смрти.
Теравадини сматрају да је свако одговоран за сопствено пробуђење и ослобађање, као што смо и сви одговорни за сопствене поступке и последице тих дела (санскрит: карма; пали: камма). Пуко читање или веровање у истинску природу стварности о којој говори Буда није довољно, пробуђење се може постићи једино кроз директно искуство и лични увид. Свако мора сам да следи и практикује племенити осмоструки пут како га је изложио Буда да би стварност открио сам за себе. Према теравади, Буда или богови нису у стању да људским бићима подаре пробуђење или да их извуку из круга рођења, болести и смрти (самсара). За теравадине, Буда јесте једини учитељ племенитог осмоструког пута, док су богови и разна божанства и сами жртве беса, љубоморе, мржње, осветољубивости, жудње, похлепе, обманутости и смрти.
Сматра се да неки људи који вежбају са снажном мотивацијом и истрајношћу могу ниббану достићи током једног животног циклуса, као што је то био случај са првом генерацијом Будиних ученика. За остале, тај процес може потрајати неколико живота, при чему појединац достиже све више и више ступњеве разумевања. Онај ко на крају достигне стање ниббане назива се арахант. Верује се да је било најлакше достићи ниббану као Будин ученик, јер је Буда поседовао крајње знање о томе како неког треба водити кроз процес пробуђења.
Према таним текстовима, ниббану коју достижу араханти идентична је са оном коју је достигао и Буда, пошто постоји само једна врста ниббане. Буда је у односу на араханте био супериоран само по томе што је он сам открио пут и потом о њему подучио друге (тј. метафорни говорећи, покренуо је точак Дхамме или Учења). Араханти су, са друге стране, достигни ниббану делом захваљујући Будином учењу, а делом сопственом напору. Теравадини поштују Буду као изузетно надарену особу, али препознају постојање и других таквих бића или Буда у далекој прошлости и будућности. Маитреја (пали: Меттејја) се, на пример, помиње врло кратко у Пали канону као Буда који ће се појавити у наредном космичком циклусу.
Традиционално, теравадини могу или имати поверење (или „веру") у Будино учење и придржавати се основних правила морала у нади да ће остварити срећу свакодневног живота или пак могу настојати да истражују и кроз своје искуство провере истинитост Будиног учења и то тако што ће практиковати медитацију као важан део Племенитог осмоструког пута.

## Основе теравада учења
Оно што треба истаћи на самом почетку јесте да филозофија тераваде јесте непрекидни аналитички процес окренут животу, а не пуки скуп етичких норми и ритуала.
Теорија тераваде користи Четири племените истине, такође познате и као Четири узвишене истине. У најпростијем облику, оне се могу описати као констатовање проблема, дијагностиковање узрока, указивање на решење и опис пута који води до тог решења (имплементација).

### Четири племените истине
Ово би био формални опис Четири племените истине:
1. Дуккха (патња) – Она се генерално може класификовати у три категорије. Инхерентна патња, односно патнња кроз коју пролазимо шта год да радимо у овом свету, у свакодневном животу: рођење, старење, болест, смрт, туга итд. Укратко, све што осећамо као раздвајање од онога што прижељкујемо и као спајање са оним што нам је одбојно обухваћено је овим термином. Друга категорија патње, названа патња услед промене, односи се на чињеницу да бића пате услед везивања за тренутно стање које сматрају „добрим"; када се то стање промени, што је неминовно јер се апсолутно све у овом свету мења, она су несрећна. Трећа категорија, нзвана „санкхара дуккха“, јесте најсуптилнија. Бића пате једноставно зато што не схватају да су сачињена само од појединачних састојака, нез икаквог дефинитивног, непроменљивог идентитета.
2. Дуккха самудаја (узрок патње) – Жудња, која води до приањања и везивања, јесте узрок патње. На палију, она се назива „танха“, а може се класификовати у три инстинктивна порива. „Кама танха“ је жудња за пријатним објектима чула (слике, звуци, додири, укуси, мириси и идеје). „Бхава танха“ јесте жудња за што дужим (вечним) постојањем разних процеса, укључујући ту и егзистенцију. „Вибхава танха“ је жудња за одвајањем од (уништавањем) неког процеса, укључујући ту и самоуништење.
3. Дуккха ниродха (престанак патње) – Очигледно је немогуће прилагодити читав свет свом укусу, како бисмо елиминисали патњу и онда се надали да ће тако остати заувек. Ово би било у супротности за главним обележјем овога света, а то је промена. Уместо тога, прилагођавамо сопствени ум кроз пресецање везаности, тако да неминовне промене не утичу на мир у нашем уму. Укратко, трећа племенита истина подразумева да се елиминисањем узрока (жудње) елиминише и последица (патња). На ово се односи врло сажета Будина тврдња: „Шта год да настане на основу неког узрока, уклања се уклањањем и тог узрока."
4. Дуккха ниродха гамини патипада (пут који води ка ослобађању од патње) – То је Племенити осмоструки пут, пут ка слободи или нирвани. Елементи овога пута су: исправно разумевање, исправна намера, исправан говор, исправни поступци, исправно живљење, исправан напор, исправна свесност и исправна концентрација.

### Три карактеристике
Према теравада мисли, ово су три карактеристике свих условљених појава:
1. анићћа (пролазност): Промена постоји, Све појаве настале на основу неких узрока подложне су промени, укључујући ту све физичке карактеристике, својства, претпоставке, теорије, знанје итд. Ништа није трајно, јер да би нешто било трајно потребан је и неки трајни узрок који стоји иза тога. И пошто, идући уназад, свака последица има неки свој узрок, а он опет неки други узрок, и тако унедоглед, у крајњој линији не постоји један крајњи, првобитни, непроменљиви узрок свега.
2. Дуккха (патња) – Жудња узрокује патњу, пошто је то за чиме с ежуди пролазно, променљиво и пре или касније нестаје. А жудња за пролазним стварима нужно доноси разучарење и тугу. у нама постоји такође тенденција да практично све на свету категоризујемо или као „добро“, „пријатно“ и „оно што нам пружа задовољство“ или, супротно, као „рђаво“, „непријатно“ и „оно што у нама изазива незадовољство“. И таквим етикетирањем ствари на нивоу „свиђања“ и „несвиђања“ сами себи стварамо патњу. Ако успемо да се ослободимо ове склоности да на ствари лепимо овакве етикете, као и од инстинката који нас гоне да грабимо оно што смо етикетирали као „пријатно“, тада достижемо крајњу слободу. Тако видмо да су проблем, узрок, решење и пут до тог решења у нама, а не негде изван.
3. анатта (не-сопство) – Појам „анатта“ се може превести као „непостојање фиксираног непроменљивог идентитета"; непостојање трајног, суштинског сопства. Живо биће састављено је од пет састојака (кхандха), и то су физички облик (рупа), осећаји или сензације (ведана), опажаји (сањња), ментални обрасци (санкхара) и свести (вињњана), али се ниједан од њих не може означити као наше „сопство“ или „ја“, тај осећај постојања некаквог „ја“ јесте тек привид. Од тренутка зачећа, сви ентитети (укључујући и жива бића) део су процеса непрекидне промене. И циљ будистичког пута јесте развијање ума до ступена када је он у стању да прозре тај привид.

Искуствено разумевање ове три карактеристике води до пресецања везаности и приањања за овај свет, те отуда до стања потпуне слободе, стања које се назива нирвана, што дословно значи „утрнуће“ (жудње).

### Три племените дисциплине
Пут ка нирвани или Племенити осмоструки пут понекад се дефинише и на концизнији начин, познат као три племените дисциплине. То су врлина или моралност (сила), вежбање ума или медитација (самадхи) и знање или мудрост (пањња).

## Медитација
Медитација (пали: бхавана) означава вежбање и јачање ума. Технике медитације се генерално катгоризују у две групе: саматха (смирење) и випассана (увид). Тако саматха ум чини вештим у концентрисању и када је у таквом стању, випассана му допушта да прозре кроз вео незнања.
У низу говора у оквиру Пали канона Буда често упућује своје ученике да практикују самадхи (концентрацију) како би развили и учврстити своју способност медитативног задубљења ђхана. Ђхана је инструмент који је и сам Буда користио да проникне у праву природу појава (кроз истраживање и директно искуство) и достигне пробуђење. Исправна концентрација ("самма самадхи") је један од елемената Племенитог осмоструког пута. Самадхи се развија вежбањем концентрације пажње на дах (анапанасати), неки предмет (касина) или понављањем неке фразе. Традиционална листа садржи 40 објеката медитације (камматтхана) који с екористе у саматха медитацији. Рад са сваким од тих објеката има свој специфичан циљ; на пример, медитација на делове тела (кајанупассана или кајагатхасатхи) довешће до слабљења везаности за сопствено тело, као и тела других бића, а онда и жудње за чулним задовољствима. Метта (пријатељска љубав) медитација генерише осећај радости и добронамерности према себи и другим бићима; као таква, она служи и као противотров за зловољу, гнев и страх.

## Нивои пробуђења
Захваљујући вежбању, следбеници тераваде могу достићи четири нивоа пробуђења:
1. Улазак у ток - Онај ко је раскинуо прва три окова (погрешно разумевање сопства, сумњу и везивање за обичаје и ритуале) безбедан је од тога да поново западне у стање патње (не може се више родити као животиња, пета (дух или биће у чистилишту). У најгорем случају, још ће морати да се препороди седам пута пре него што достигне нирвану.
2. Једном-повратник - Онај ко је раскинуо прва три окова и олабавио окове похлепе и мржње ће достићи нирвану пошто се само још једном роди у овоме свету.
3. Не-повратник - Онај ко је раскинуо пет нижих окова што бића вежу за свет чула. Не-повратник се више не враћа у свет људи и после смрти се препорађа у највишим небеским световима, да би одатле достигао нирвану. Достизање ступња не-повратника је у раним текстовима описивано као идеалан циљ за сваког незаређеног следбеника.[35]
4. Арахант - Онај ко је постигао пробуђење, досегао нирвану и стекао квалитет бесмртности ослобођен је сваке, и најмање нечистоће ума. У њему су незнања, жудње и везаности више нема. Достизање ступња араханта је у раним текстовима описивано као идеалан циљ за заређене.[36]

## Свети текстови
Теравада школа сматра Пали канон или Типитаку као најауторитативнију збирку текстова о учењу Готаме Буде. Сутта и Винаја делови Типитаке показују знатно преклапање са Агамама, паралелном збирком коју су користиле не-теравада школе у Индији, а сачувана је у преводу на кинески и делимично на санскрит, пракрит и тибетански и са различитим не-теравада Винајама. На основу овога, ове две групе текстова научници данас сматрају најстаријим и најауторитативнијим текстовима о будизму. Такође се верује да је највећи део Пали канона, који и данас користе теравада заједнице, на Шри Ланку пренет у време владавине цара Ашоке. Пошто су више векова били усмено преношени (као што је у то време био обичај са религијским списима), на крају су били записани у 1. веку п. н. е., поводом онога што теравада обично назива четвртим сабором, одржаним на Шри Ланки. По томе је теравада била једна од првих будистичких школа која је свој комплетан будистички канон записала.

Добар део материјала у Канону није специфично „теравадски“, већ је уместо тога збирка учења која је ова школа сачувала као део раног учења, пре настанка било каквих школа. Како то каже Питер Харви: 
Теравадини су можда „додавали“ текстове Канону током одређеног периода, али изгледа да нису мењали оно што су већ били преузели из ранијих времена.
Пали Типитака састоји се из три дела: Винаја питака, Сутта питака и Абхидхамма питака. Верује се да је Абхидхамма питака најкасније настала и да су прве две питаке заправо биле једине које су постојале у време првог будистичког сабора. Пали Абхидхамма питаку не признаје као канонску ниједна друга школа сем тераваде.
У 4. или 5. веку Буддхагхоша тхера написао је прве пали коментаре за добар део Типитаке (а који су били засновани на много старијим рукописима, углавном писаним на старом синхалешком), а за њим је следио читав низ других монаха са својим коментарима, који су такође постали део теравада баштине. Ови текстови, међутим, не уживају исти ауторитет као Типитака. Сама Типитака се иначе састоји од 45 томова у издању на тајландском, 40 на бурманском и 58 на синхалешком.
Теравада будисти сматрају да је добар део онога што се налази у канонским списима преведеним на кинески и тибетански апокрифног карактера, то јест да то нису аутентичне Будине речи.

## Лаички и монашки живот
По традицији, теравада будизам поштује разлику између пракси погодних за незаређене особе и пракси којих се придржавају заређени монаси (у стара времена постојао је и корпус пракси намењених монахињама). Иако се могућност значајних достигнућа међу лаицима не занемарује у оквиру тераваде, она ипак мањи значај него у махајани и вађрајани. Оваква разлика - као и разлика између пракси које заговара Пали канон и народних религијских елемената које су прихватили и многи монаси - навела је неке научнике на тезу да је теравада будизам сачињен од више посебних традиција, које се међусобно преплићу, али ипак остају уочљиве. Ову тезу најодлучније заговара антрополог Мелфорд Спиро у свјојој књизи „Будизам и друштво“, где бурманску теравадау раздваја на три групе: „апотропички будизам“ (заинтересован за обезбеђивање заштите од злих духова), „каммички будизам“ (заинтересован за сакупљање заслуга за наредни живот) и „ниббанички будизам“ (заинтересован за достизање ослобођења у нирвани, како је она описана у Типитаки). Спиро наглашава да су све три групе чврсто укорењене у Пали канону. Ове категорије ипак не прихватају и сви други проучаваоци будизма.
Улога лаика се традиционално окретала првенствено око оних активности које се заједничким именом називају 'сакупљање заслуга' (и у Спировој категоризацији потпада под каммички будизам). У ове активности спадају даривање хране и других основних потрепштина за монахе, донације храмовима и манастирима, паљење мирисних штапића и свећа пред Будиним кипом и рецитовање посебних стихова из Пали канона за које се сматра да имају заштитну моћ или да доносе заслуге. Неки лаици су одувек узимали активнији улогу у религијским пословима, иако су задржавали свој лаички статус. Посвећени лаици некад играју улогу у савету који се стара о неком манастиру, о његовим финансијама и управљању пословима на одржавању инфраструктуре. Други добар део свог слободног времена добровољно посвећују свакодневним потребама локалних монаха (тако што кувају, чисте, одржавају зграде итд.) Лаички послови се обично не протежу и на проучавање пали текстова, нити на практиковање медитације, иако су у XX веку ове области постале приступачније и за лаичку заједницу, нарочито у Тајланду.
Један број искуснијих монаха у оквиру тајландске шумске традиције, међу којима су ађан Будадаса, луанг та Маха Буа, ађан Плиен Пањапатипо, ађан Пасано и ађан Ђајасаро, покренули су одржаванје курсева медитације и изван манастира и то намењене не-заређенима.
У Великој Британији, ађан Ча, ученик ађан Мана, установио је заједно са својим учеником ађан Сумедхом нову монашку традицију на западу, оснивајући нови манастир у месту Читхерст, западни Сасекс, под именом „Ћиттавивека“. Следио је затим нови манастир, Амаравати, у Херфордширу, где постоји и центар за одржавање курсева медитације намењене лаицима. Мрежа ових центара проширила се и на трећи манастир, Аруна Ратанагири Aruna Ratanagiri, чији је старешина ађан Муниндо, још један ађан Чаов ученик.
Нирвана, највиши циљ теравада будизма, достиже се учењем и практиковањем врлине, медитације и мудрости (сила, самадхи, пањња). Нирвана као циљ (и њој придружене технике) по традицији су сматране доменом намењеним потпуно заређеним монасима и монахињама, али добар део тих техника могу користи и лаици како би свој живот учинили срећнијим, не обраћајући много пажње на нирвану. Улоге монаха у теравади може се најшире груписати на улогу (често урбаног) монаха проучаваоца канонских текстова и доктрине и (често сеоског или шумског) монаха који се највише посвећује медитацији. Оба типа монаха служе својим заједницама као духовни учитељи, предводе разне церемоније или саветују о основама будистичког морала и учења.
Прва група монаха иде путем проучавања и чувања теравада књижевности записане на пали језику. Они тек мало времена посвећују медитацији, али могу бити врло поштовани и познати пошто овладају анализом одређених делова Пали канона или његових коментара. Зналци Абхидхамме, звани абхидхаммике, нарочито су поштовани унутар сколастичке традиције.
Медитативни монаси, често називани шумским монасима (повезују се са боравком у природи и на осамљеним местима) сматрају се специјалистима у медитацији. И док се неки шумски монаси могу посветити озбиљном студирању Пали канона, најчешће се од медитативних монаха очекује да уче на основу својих искустава током медитације и од својих учитеља, а да им је знање текстова из Типитаке довољно тек да учествују у литургијском животу. Више него сколастичка, медитативна традиција је повезана са достизањем одређених натприродних моћи описаних како у Пали изворима, тако и у народној традицији. Ове моћи укључују и достизанје нирване, читања мисли, баратање материјалним предметима на даљину, виђење и конверзација са натприродним бићима, боговима и бићима која живе у чистилишту, сећање прошлих живота и слично. Ове моћи се називају абхињња. Понекад, верује се, кремирани остаци пробуђеног шумског монаха могу да се трансформишу у кристалу налик реликвији (сарира-дхату).

### Заређење
Минимална старосна доб за заређење као будистички монах јесте 20 година, рачунато до дана зачећа. Међутим, дечацима који су млађи допуштено је да се замонаше као искушеници (саманера), уз церемонију као што је Шинбју у Бурми. Искушеници брију главу, носе жуте огртаче и придржавају се десет основних правила. Иако се нигде не помиње старост потребан да би неко постао искушеник, по традицији у обзир долазе дечаци старији од седам година. Ова традиција настала је на основу приче о Будином сину Рахули, којем је било допуштено да постане искушеник када је имао седам година. Монаси се придржавају 227 правила понашања, док монахиње имају 311 правила.
У већини теравадсих земаља уобичајена је пракса да се младићи замонаше на одређено време. У Тајланду и Бурми тај период је обично три месеца у време кишног периода (васса), мада нису ретки ни краћи, а ни дужи периоди заређења. У Лаосу је ово привремено замонашење још флексибилније. Када су једном прошли то прво замонашење као младићи, Лаошани могу да се касније опет замонаше на одређено време било када, мада се за оне у браку очекује да за то добију сагласност своје супруге. У читавој југоисточној Азији сасвим је нормално да неко напусти монашки живот и такав потез не доноси никакву осуду околине. Монаси тако често скидају монашки огртач када једном заврше школовање, кад их на то натерају породичне обавезе или болест.
Сматра се да бити монах, макар и на кратак период, доноси много добробити. У многим култура југоисточне Азије сматра се да тиме деца „отплаћују свој дуг“ према родитељима за напор који су уложили у њихово одгајање, јер заслуге које њихова деца стичу током монаштва преносе се и на родитеље. Тајланђанин који је једно време био монах може се сматрати бољом приликом за брак међу Тајланђанкама, јер их оне сматрају зрелијим и спремнијим за брак. Нарочито у руралним подручјима, привремено замонашење пружало је нарочито дечацима прилику да се образују у школама при манастиру, без обавезе да кад једном ту школу заврше остану и даље монаси.
На Шти Ланки се привремено замонашење не практикује и на монаха који напусти заједницу се не гледа благонаклоно. Снажан утицај индијског кастинског система на Шри Ланку је вероватно играо улогу у томе. Иако су шриланканске монашке школе често организоване према кастинским поделама, они који се замонаше излазе изван конвенционалног кастинског система и као такви могу поступати (и бити третирани) на начин који иначе није у складу са дужностима и правила њихове касте.
Неки од најпознатији теравадских монаха су: Ађан Ман Бхуридатта, Ађан Ча, Леди Сајадо, Ађан Плиен Пањапатипо, Ађан Сумедо, Ађан Брам, Бхиккху Бодхи, Будадасса, Махаси Сајадо, Њанапоника Тхера, Пра Маха Гхосананда, Сајадо У Пандита, Ађан Амаро, Тханиссаро Бхиккху, Валпола Рахула, Бханте Хенепола Гунаратана и Бханте Јогаваћара Рахула.

### Монашка пракса
Монашка пракса се разликује у зависности од школа, традиција и манастира унутар тераваде. Али у најортодокснијим шумским манастирима монаси обично обликују своју праксу и начин живота у складу са начином живота Буде и његових најближих ученика, а то је живот у природи, у шуми, на планини или у пећини. Шумски манастири још увек одржавају древну традицију придржавајући се до детаља будистичког монашког кодекса дисциплине и практикујући медитацију по неприступачним шумама.
У складу са типичним дневним распоредом током кишног периода васса, када монаси остају на једном месту, монах ће устати пре зоре и дан започети рецитовањем текстова из будистичког Канона и медитацијом. У зору монаси ће босоноги кренути до најближег села у сакупљање хране и по повратку ће имати један једини оброк тога дана, а треба да га заврше пре поднева. По традицији, храну једу из своје монашке зделе и то служећи се руком. Већи део преосталог времена посветиће проучавању учења (Дхамма) и медитацији. С времена на време старешина манастира или неки од старијих монаха ће одржати говор о Дхамми осталим монасима и посетиоцима. Незаређени који долазе у манастир и ту остану неко време морају да се придржавају традиционалних осам правила понашања.
По завршетку васса периода, многи монаси ће кренути на пут далеко од манастира у потрази за осамљеним местом (обично у шуми), које је погодно за прочишћавање и смирење ума. Док тако лутају од села до села, некад и боси, не придржавају се неког нарочитог, унапред задатог плана. Са собом носе само реквизите који су им заиста потребни. међу њима су обично посуда за храну, три огртача, пешкир, који може послужити и као шатор, мрежа против комараца, посуда за воду, филтер за воду, бријач, сандале, свеће и светиљку у коју их стављају.
Монаси немају неко строго одређено време за седећу и ходајућу медитацију, јер за њу користе сваки слободан тренутак, нити унапред одређују колико дуго ће је радити. Неки од њих су понекад у покрету од зоре до вечери, док у другим приликама ходају можда између два и седам сати. Неки други могу одлучити да ће гладовати неколико дана или боравити на опасном месту где има и дивљих животиња, што се све сматра помоћним средствима у медитацији. Они монаси који успеју да развију више медитативне ступњеве биће у прилици да подучавају млађе и неискусније монахе, као и незаређене, како би и они достигли неки од четири степена духовног пробуђења.

### Незаређени
На језику пали реч која се користи за незаређеног будистичког следбеника јесте упасака, а упасика је женски пандан. Једна од дужности незаређених, како је то подучавао Буда, јесте да се стара о потребама монаха/монахиња. Они треба да воде рачуна да монах/монахиња имају на располагању четири основне потрепштине: храна, одећа, склониште и лекови. Како ни монасима ни монахињама није дозвољено да имају своје занимање, њихово преживљавање потпуно зависи од лаика. За узврат за ову пажњу, од њих се очекује да воде морално узоран живот.
У Бурми и Тајланду манастир се кроз историју, а и данас, сматрао средиштем образовања. Заправо, данас је око половина основних школа у Тајланду смештена у локалним манастирима. Сем тога, религијске церемоније које се у њему одвијају су исто тако прилика и за многе социјалне активности. У тренуцима кризе, људи ће се прво обратити монаху за помоћ и савет.
Традиција је да неко од истакнутих монаха одржи проповед четири пута месечно, у складу са четири Месечеве мене. То су уједно дани када су и лаици у прилици да добију подуку у медитацији од монаха.
И за лаика је могуће да постане пробуђен. Као што то примећује Бхиккху Бодхи: „У сутрама и коментарима је забележено неколико случајева лаика кој ису достигли крајњи циљ нирване. Међутим, овакви следбеници обично то постижу или сасвим на крају живота, у тренутку смрти, или се убрзо после пробуђења придружују монашком реду и постају монаси/монахиње. Они не настављају да живе као араханти домаћини, јер живот у домаћинству је неспојив са стањем онога који је искоренио сваку жудњу"

## Утицаји
Према тумачењу лингвисте Закаријаса П. Тундија, реч „теравада“ је можда била хеленизована и добијен облик тхерапеутае“, што је назив за један ценобитски ред који је постојао близу Александрије у 1. веку. У науци је указивано на сличности између тхерапеутае и будистичког монаштва, које поткрепљују и индијски извори о активностима будистичких мисионара у региону Медитерана око 250. п. н. е., о којима је забележено у чувеним (едиктима цара Ашоке). Тако би тхерапеутае могли бити наследници оних емисара које је Ашока слао на Запад, а они су са своје стране потом утицали на рано формирање хришћанства. Међутим, Макмиланова Encyclopedia of Buddhism тврди да су теорије о утицају будизма на рано хришћанство без историјског основа.

## Монашки редови у оквиру тераваде
Шаблон:EarlyBuddhism
Теравада монаси обично припадају одређеној никаји, што је назив који се различито преводи као монашки ред или братство. Ови редови не развијају нужно и различито учење, већ се можда само разликују у начину на који следе монашка правила. Ови монашки редови свој настанак обично приписују одређеној групи монаха која је успоставила нову традицију заређења у једној држави или на неком географском подручју. На Шри Ланки касте играју главну улогу у подели на никаје. Неке теравада будистичке земље именују или бирају сангхарађу или врховног патријарха, као највиђег монаха на одређеном подручју или за одређену никају. Свргавање монархија је кроз историју довело и до укидања ових положаја у неким земљама, али партијарх се и даље именује у Тајланду. Бурма и Камбоџа су биле једно време прекинуле са том праксом, али је тај положај касније поново уведен, мада је у Камбоџи он сада поново укинут.
- Бангладеш:
  - Сангхарађ никаја
  - Махастхабир никаја
- Бурма (Мјанмар):
  -     - Тхудхамма никаја
    - Швекјин никаја
    - Двара никаја
- *Шри Ланка:
  -     - Сијам никаја
    - Малватха
    - Асгирија
    - Ватуравила (или Махавихара вамсика шјамопали ванаса никаја)

  - Амарапура никаја, укључујући многе подгрупе
    - Дхармаракшита
    - Кандубода (или Свеђин никаја)
    - Тапована (или Калјанавамса)

  - Рамањња никаја
    - Galduwa|Галдува (или Калјана јогашрамаја самстхава)
    - Делдува
- Тајланд и Камбоџа
  - Мага никаја
  - Дхаммајутика никаја

## Празници и обичаји
Теравада духовни празници:
1. Magha Puja
2. Vesakha Puja
3. Asalha Puja
4. Uposatha
5. Vassa (Rain Retreat)